# Odiøs gæld
Odiøs gæld ( eng. odious debt) er et begreb i folkeretten der angiver statslån der på grund af deres baggrund ikke burde være lovgyldige eller forpligtende for efterfølgende regeringer. Begrebet kan bruges i situationer hvor gælden er opbygget af et regime der brugte lånene til formål der tydeligvis ikke var til befolkningens bedste, så som angrebskrige, i sådanne tilfælde kan det argumenteres med odiøs gæld at gælden henhører til regimet der opbyggede dem og ikke til staten som helhed. I den forbindelse kan det sammenlignes med kontrakter der er underskrevet under tvang.
Begrebet blev først formaliseret i en afhandling fra 1927 af Alexander Nahum Sack, en russiske emigrant og juridisk teoretiker. Han baserede sine observationer på forskellige fortilfælde fra det 19. århundrede, heriblandt Mexicos afvisning af at vedgå den gæld der var blevet opbygget under det foregående regime ledet af Maximilian, og den amerikanske og cubanske afvisning af at Cuba skulle være forpligtet på gæld der var oparbejdet af det spanske kolonistyre.